# Franziska Kriegel
Franziska Kriegel (* 11. Juni 1988) ist eine ehemalige deutsche Fußballspielerin.

## Karriere
Aus der Jugendabteilung des 1. FC Nürnberg hervorgegangen, gelangte die Abwehrspielerin Kriegel 2009 zum FC Bayern München, für deren zweite Mannschaft sie bis 2012 23 Punktspiele in der 2. Bundesliga bestritt. Während ihrer Vereinszugehörigkeit kam sie auch für die Erste Mannschaft in der Bundesliga zum Einsatz. Sie debütierte am 4. Oktober 2009 (3. Spieltag) beim 3:3-Unentschieden im Heimspiel gegen den 1. FFC Turbine Potsdam mit Einwechslung für Bianca Rech in der 74. Minute. Ihr zweites Punktspiel bestritt sie am 11. September 2010 (5. Spieltag) beim 4:0-Sieg im Auswärtsspiel gegen den FF USV Jena, bevor sie in der 17. Minute für Sonja Spieler ausgewechselt wurde.
Ferner kam sie in der 2. Runde des DFB-Pokal-Wettbewerbs beim 4:0-Sieg als Gast des 1. FFC 08 Niederkirchen zum Einsatz. International wurde sie am 7. Oktober 2009 in der ersten Spielhälfte des Sechzehntelfinalrückspiels der Champions League beim 4:2-Sieg über den ungarischen Vertreter Viktória FC-Szombathely im Sportpark Aschheim eingesetzt.